# Vadim Repin
Vadim Viktorovich Repin (em russo: Вадим Викторович Репин; [vɐˈdʲim ˈvʲiktərəvʲɪtɕ ˈrʲepʲɪn]; Novosibirsk, 31 de agosto de 1971) é um violinista belga nascido na Rússia que vive em Viena.

## Biografia
Vadim Repin nasceu em Novosibirsk, na Sibéria Ocidental,, em 31 de agosto de 1971. Começou a tocar violino aos cinco anos de idade com Dmitry Vaks, e por iniciativa deste, dois anos depois, mudou-se para estudar com Zakhar Bron, um famoso professor de violino. Com apenas onze anos de idade, ele ganhou a medalha de ouro em todas as categorias de idade no Concurso Internacional para Jovens Violinistas em Homenagem a Karol Lipinski e Henryk Wieniawski realizado em Lublin e deu seu primeiro recital em Moscou e em São Petersburgo. Em 1985, aos catorze anos de idade, fez sua estreia em Tóquio, Munique, Berlim e Helsinque. Um ano depois, no Carnegie Hall.